# Зофиенхамм
Зофиенхамм (нем. Sophienhamm) — община в Германии, в земле Шлезвиг-Гольштейн. 
Входит в состав района Рендсбург-Эккернфёрде. Подчиняется управлению Хонер-Харде.  Население составляет 346 человек (на 31 декабря 2010 года). Занимает площадь 5,91 км².